# Риси де Гевара, Хуан Андрес
Хуан Андрес Риси де Гевара (англ. Juan Andrés Rizi de Guevara; 1600, Мадрид — 1681, Монте-Кассино) — испанский художник Золотого века Испании, теоретик искусства.

## Биография

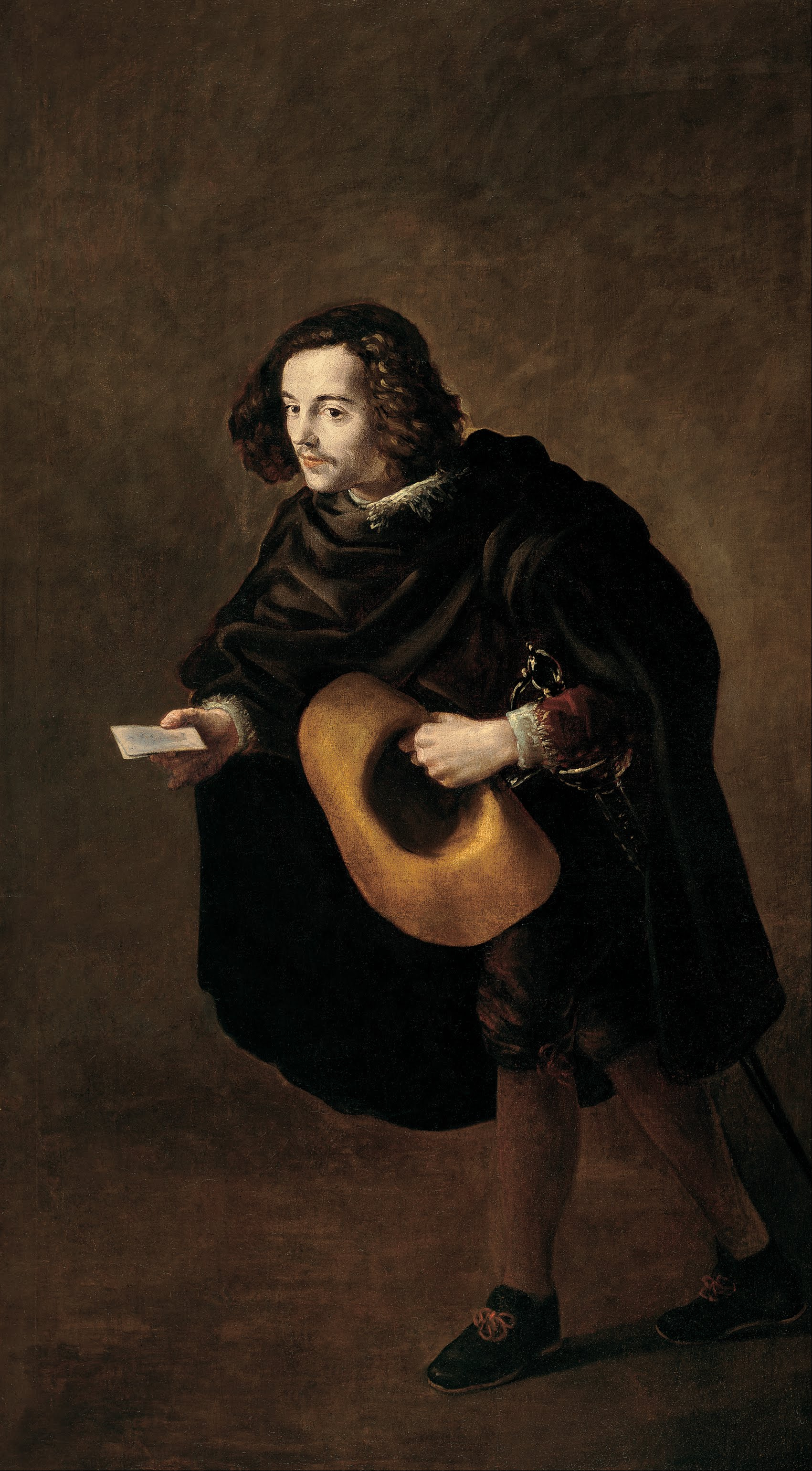
Посланник

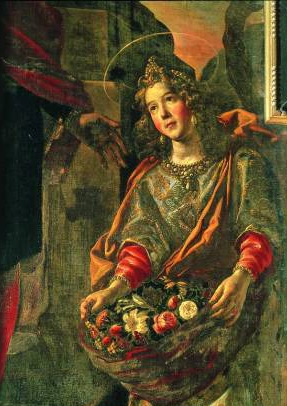
Касильда Сарацинка

Сын итальянского художника Антонио Риччи (итал. Ricci). Его фамилия была испанизирована как Риси (исп. Rizi). Его отец был родом из Болоньи и приехал в Испанию вместе с Федерико Цуккаро для работы в монастырском дворце Эскориал. Его брат Франциско также был придворным художником.
В 1628 году вступил в бенедиктинский орден. Учился в Университете Саламанки. Стал настоятелем церкви Медина дель Кампо в Мадриде.
Писал религиозные картины и портреты. Автор «Трактата о мудрой живописи».

## Избранные картины
- Брат Алонсо да Сан Виторе — ок. 1659, Museo de Bellas Artes, Бургос
- Ужин св. Бенедикта — ок. 1630, Прадо, Мадрид
- Богоматерь Монсератская с монахом — ок. 1645, Музей Боуз, Замок Барнард
- Месса св. Бенедикта , Академия Сан-Фернандо, Мадрид
- Посланник — ок. 1640, Коллекция Fundación Banco Santander, Мадрид
- Tiburcio Redin Cruzat — 1635, Прадо, Мадрид